# Miyazya 27
Miyazya 27 (amharique : ሚያዝያ ፳፯ ; français : Monument du 27 Miyazya) est un monument situé au centre du Miyazya 27 adebabay, un square d'Addis-Abeba, capitale de l'Éthiopie, et commémorant la victoire face aux forces d'occupation italiennes. 

## Histoire
« Miyazya 27 » est la date du calendrier éthiopien correspondant au 5 mai, jour de la Libération d'Addis Abeba. Le monument original sur lequel un relief de Haile Selassie Ier tenant le drapeau éthiopien est visible fut modifié par le régime du Derg afin de représenter un soldat.
 
Le régime du Front démocratique révolutionnaire du peuple éthiopien changea à nouveau le monument pour revenir à l'original.
 
L'obélisque central précède la période d'occupation alors que la base circulaire et les statues furent ajoutées par la suite. 
Le jour de la célébration, le 5 mai, Haile Selassie Ier se rendait au pied du monument afin d'y déposer une gerbe après avoir assisté à un service à l'église Meskia Hazunan Medhane Alem. Lors de visites officielles, les Chefs d'État déposent également une gerbe.